# 夸爾斯山脈
85°36′S 164°30′W / 85.600°S 164.500°W
夸爾斯山脈（英語：Quarles Range）是南極洲的山脈，屬於毛德王后山脈的一部分，該山脈在1911年由挪威極地探險家羅爾德·阿蒙森發現，由美國探險隊繪入地圖。